# Puig Corbera
El Puig Corbera és una muntanya de 585 metres que es troba entre els municipis de Gelida, a la comarca de l'Alt Penedès i de Corbera de Llobregat, a la comarca del Baix Llobregat.